# Herklotsichthys punctatus
Herklotsichthys punctatus (Rüppell, 1837) è un pesce osseo marino appartenente alla famiglia Clupeidae.. 

## Distribuzione e habitat
H. punctatus è endemico del mar Rosso. La sua presenza nel golfo di Aden è dubbia. In seguito alla migrazione lessepsiana si è stabilito nella parte orientale del mar Mediterraneo ed è molto comune nelle acque di Egitto, Israele, Palestina, Libano e Turchia.
È un pesce pelagico in acque costiere.
È riportata una distribuzione batimetrica fra 0 e 50 metri.

## Descrizione
L'aspetto di questo pesce è simile a quello degli altri Clupeidae mediterranei come la sardina o l'alaccia. Il corpo è abbastanza snello ma molto compresso lateralmente, con pinna dorsale ha l'inserzione più in avanti dell'origine delle pinne ventrali. La pinna anale è situata ben dietro la fine della dorsale. Sul profilo ventrale sono presenti degli scuti, ovvero delle scaglie carenate sensibili al tatto. La livrea è argentea, molto spesso con una fascia dorata o arancio longitudinale al centro del fianco. Sul dorso alla base della pinna dorsale è presente una linea disordinata di punti neri che possono estendersi anche anteriormente e posteriormente alla base di detta pinna.
Misura da 5 a 7 cm di lunghezza, con un massimo di 9 cm.

## Biologia

### Comportamento
È un animale gregario che forma banchi numerosi.

### Alimentazione
Si nutre di plancton di superficie, soprattutto di crostacei copepodi. Gli adulti possono cacciare organismi leggermente più grandi.

### Riproduzione
Uova e larve sono pelagiche.

## Pesca
Questa specie ha una certa importanza economica nel mar Rosso. Nel Mediterraneo orientale, soprattutto lungo le coste israeliane meridionali, viene catturata con le reti da circuizione talvolta in grandi quantità ma il suo interesse economico è modesto a causa della piccola taglia. Viene usata come esca oppure per il consumo umano da fresca, essiccata o salata e trova impiego anche nell'industria alimentare.

## Conservazione
Questa specie viene pescata commercialmente in tutto l'areale ma questa non è considerata una minaccia per le popolazioni. Nessun altro fattore di rischio pare sussistere per H. punctatus pertanto la lista rossa IUCN la classifica come "a rischio minimo".